# Heinrich Ambrosch

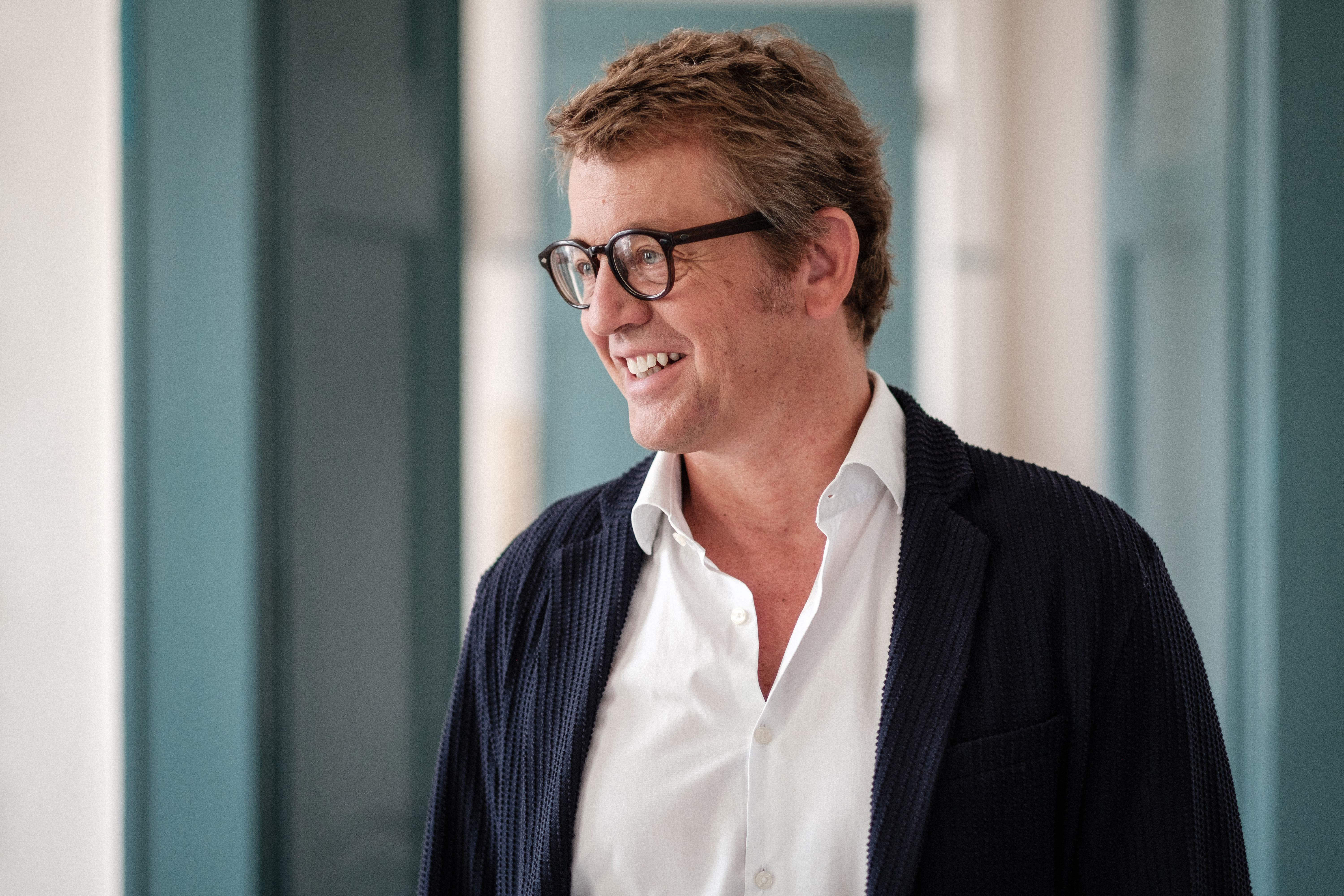
SATEL CEO & CO-Owner Heinrich Ambrosch

Heinrich Ambrosch (* 21. Jänner 1966 in Wien) ist ein österreichischer Fernsehproduzent, geschäftsführender Gesellschafter der SATEL Film und Mitglied im Vorstand des Verbandes der Österreichischen Filmproduzenten (AAFP).

## Leben
Heinrich Ambrosch wurde 1966 in Wien geboren, wo er aufwuchs und auch maturierte. Er studierte zunächst Architektur an der TU Wien (6 Semester), absolvierte später den Universitätslehrgang für Werbung und Verkauf an der WU Wien. Sein Bruder Martin Ambrosch ist ebenfalls im Filmgeschäft als Drehbuchautor tätig.
Ab 1989 arbeitete Ambrosch zunächst als freier Mitarbeiter beim Österreichischen Rundfunk (ORF) in den Abteilungen Unterhaltung, Kultur, Fernsehfilm, Planung und Koordination, später als sendungsverantwortlicher Redakteur im Bereich Fiktion, sowie als Dramaturg, Stoffentwickler und Drehbuchautor. Von 2000 bis 2005 war er österreichischer Repräsentant im Board of Management bei EURIMAGES.
Er studierte an der New York Film Academy und unterrichtete zwischen 2004 und 2009 selbst an der Universität für Musik und Darstellende Kunst Wien (Filmakademie, Europäische Filminitiativen) sowie an der Donauuniversität Krems (TV- und Filmproduktion).
Seit Jänner 2007 ist Heinrich Ambrosch geschäftsführender Gesellschafter der SATEL Film. In seiner Funktion als Produzent ist er u. a. für SOKO Donau/Wien, „Brecht“, Die Toten von Salzburg, oder Kottan ermittelt: Rien ne va plus verantwortlich.
Der erste Teil seiner Fernseh-Krimi-Reihe Die Toten von Salzburg ist 2017 in den Kategorien „Bester TV-Film“ und „Beste Regie TV-Film“ mit dem ROMY Akademiepreis ausgezeichnet worden. Bereits davor konnte Heinrich Ambrosch zweimal den wichtigsten, österreichischen Filmpreis für sich verbuchen (Bester Produzent 2008 – SOKO Donau, Beste Programmidee 2006 – 8x45 Mystery).
Mit dem dänischen Oscar-Preisträger Bille August (Das Geisterhaus, Fräulein Smillas Gespür für Schnee) drehte er 2017 die Miniserie A Fortunate Man.
Ambrosch produzierte für die Wiener Satel Film, in Koproduktion mit der Münchner Bavaria Fiction, die achtteilige Thriller-Serie Freud unter Beteiligung von ORF und Netflix. Premiere war auf der Berlinale 2020.

## Filmografie
Kinofilme
- 2014: Where I belong

Fernsehfilme
- 2007: Tatort – Granit
- 2007: Der Bär ist los
- 2008: Die Jahrhundertlawine
- 2009: Tatort – Operation Hiob
- seit 2016: Die Toten von Salzburg (Fernsehreihe)
  - 2016: Die Toten von Salzburg
  - 2018: Zeugenmord
  - 2018: Königsmord
  - 2019: Mordwasser
  - 2019: Wolf im Schafspelz
  - 2021: Schwanengesang
  - 2021: Treibgut
  - 2021: Vergeltung
  - 2022: Schattenspiel
  - 2024: Süßes Gift
  - 2025: Mord in bester Lage
- 2019: Brecht
- 2019: Wiener Blut
- 2021: Im Netz der Camorra
- 2022: Der Gejagte – Im Netz der Camorra
- 2023: Der Metzger traut sich
- 2024: Der Metzger – Mordstheater (Fernsehreihe)

Fernsehserien
- 2006: 8 × 45
- seit 2007: SOKO Donau
- 2007: Mitten im 8en
- 2011: Das Glück dieser Erde (ARD/ORF – Gemeinschaftsproduktion)
- 2017: Lykke Per – A Fortunate Man (Miniserie)
- 2020: Freud (ORF/Netflix)[7]

Dokumentationen
- 2013: Putins Spiele

Drehbuch
- 2003: Donau, Duna, Dunav, Dunarea

## Auszeichnungen
- Romy 2006: „Beste Programmidee“, für 8x45 Mystery
- Fernsehpreis der Österreichischen Erwachsenenbildung 2006: in der Kategorie Fernsehfilm gemeinsam mit Johanna Hanslmayr und Heinrich Mis für 8x45
- Romyverleihung 2008: „Bester Produzent“, für SOKO Donau
- Deutscher Fernsehpreis 2014: „Beste Dokumentation“, für Putins Spiele
- Romyverleihung 2017: „Bester TV-Film“, für Die Toten von Salzburg
- Romyverleihung 2020: „Beste Produktion TV-Fiction“, für Freud[8]